# Pastaza (provins)
Pastaza är en provins i östra Ecuador. Den administrativa huvudorten är Puyo.

## Administrativ indelning
Provinsen är indelad i fyra kantoner:
- Arajuno
- Mera
- Pastaza
- Santa Clara